# Campos Altos
Campos Altos is een gemeente in de Braziliaanse deelstaat Minas Gerais. De gemeente telt 13.719 inwoners (schatting 2009).

## Aangrenzende gemeenten
De gemeente grenst aan Córrego Danta, Ibiá, Pratinha, Rio Paranaíba, Santa Rosa da Serra en São Gotardo.